# A Casa do Porco
A Casa do Porco é um restaurante brasileiro radicado em São Paulo. Fundado em 2015 por Janaína Torres e Jefferson Rueda, foi eleito o sétimo melhor restaurante do mundo pel'Os 50 Melhores Restaurantes no Mundo de 2022.

## História
A Casa do Porco foi fundada no Centro de São Paulo. Em 2023, o restaurante produzia pratos tradicionais de 13 países. O local é abastecido por um rancho de cerca de mil animais, dentre os quais vinte são abatidos por semana após atingirem de cem a cento e vinte quilos. A casa é adepta à pratica chamada nose-to-tail (do nariz à cauda), que visa desperdiçar o mínimo possível de carne dos animais abatidos.
Três anos após sua abertura, o estabelecimento lançou o menu "o porco é", sendo essa a primeira grande mudança desde a fundação do local. O restaurante também lançou sua própria revista ilustrada, intitulada Porco News Brasil.
Foi eleito o mais criativo restaurante do mundo pelo ranking francês La Liste em 2019, e o melhor restaurante da América Latina na edição 2023 da mesma editora. Em janeiro de 2024, o restaurante recebeu chefs espanhóis durante a oitava edição do Porco Mundi, evento anual que visa promover restaurantes de diversos países. O restaurante foi classificado como o 83º melhor do mundo por The World’s 50 Best Restaurants 2025.